# Marc Sleen
Marc Sleen, pseudonimo di Marcel Honoré Nestor cavaliere Neels (Gand, 30 dicembre 1922 – Hoeilaart, 6 novembre 2016), è stato un fumettista belga fiammingo, che è meglio conosciuto per la sua serie di fumetti De avonturen van Nero & Co.

## Biografia
Marc Sleen, il cui vero nome è Marcel Neels, è nato a Gand, nel sobborgo di Gentbrugge. Studia disegno all'Istituto Sint-Ghent di Gand e, dopo la Seconda guerra mondiale, inizia la sua carriera di fumettista nel quotidiano conservatore De Standaard; per il supplemento giovanile di questo diario ha anche prodotto illustrazioni e fumetti.
Nell'ottobre del 1947, Sleen si imbarcò in una nuova serie, Les aventures du détective Van Zwam, per il giornale De Nieuwe Gids. Nel primo episodio, abbiamo scoperto per la prima volta il personaggio di un pazzo che si riteneva essere l'Imperatore Nerone dopo che quest'ultimo ha recuperato la sua ragione, ha continuato a chiamarlo "Nero" e gradualmente è diventato il personaggio principale della serie. La serie di Nero è stata rilasciata per più di 55 anni al ritmo di due strisce al giorno.
Nel 1965, Marc Sleen passò al giornale De Standaard. Questo cambiamento fece molto rumore nelle Fiandre mentre migliaia di lettori si trasferivano dal vecchio al nuovo giornale per continuare a seguire le avventure di Nero.
Dal 1992 al 2002, Marc Sleen si è unito ai servizi di Dirk Stallaert. L'intento iniziale di Sleen era in definitiva quello di affidare a questo giovane autore fiammingo la realizzazione completa della serie al fine di ritirarsi senza porre fine alla pubblicazione di Nero. Nel 2002, quando Marc Sleen, 80 anni, stava finendo la sua carriera, Dirk Stallaert gettò la spugna. È così che Nero, la serie ammiraglia del fumetto fiammingo, ha smesso di apparire.
Marc Sleen è elencato nel Guinness dei primati per aver raggiunto quasi da solo più di 200 avventure di questo eroe.
Marc Sleen è anche conosciuto come un grande viaggiatore. Tra il 1961 e il 1991, ha visitato più di trentacinque safari in Africa, realizzando più di venti documentari per la radio e la televisione fiamminga. Alcuni libri su questi viaggi sono stati pubblicati. Molte delle sue vignette sono ambientate in quei paesi visitati da Marc Sleen.
Marc Sleen viene spesso presentato come uno dei quattro padri dei fumetti fiamminghi con Willy Vandersteen, Bob de Moor e Jef Nys. Il suo lavoro gli ha valso molti onori. Fu nominato nobile dal re Alberto II e nominato e cavaliere nel 1999. Il suo motto è Mille Verbe Imago Dicit. Nel 2005, è stato selezionato per apparire nella lista dei "111 più grandi belgi" (per la versione fiamminga); Sleen era il 48°.
Nel giugno del 2009 viene aperto, nei vecchi edifici del giornale socialista The People, il Museo Marc Sleen, dedicato al suo lavoro.